# Emanuela Savio
Emanuela Savio (Saluzzo, 17 dicembre 1916 – Torino, 6 febbraio 1989) è stata una politica italiana.

## Biografia
Della vita di Emanuela Savio prima del suo ingresso in politica si conosce molto poco: le sue origini sono della provincia cuneese, nacque a Saluzzo, si laureò in lettere e filosofia ed esercitò la professione di insegnante.
Fu membro attivo del consiglio nazionale della Democrazia Cristiana e una convinta esponente del femminismo: sosteneva infatti, andando contro il movimento cattolico, il diritto al lavoro per le donne e l'infondatezza del licenziamento delle stesse per matrimonio.
Il lavoro infatti era da lei considerato come un insopprimibile diritto e un elemento insostituibile della libertà, della dignità e di sviluppo della personalità femminile.
Viene ricordata inoltre per aver affermato con forza la necessità degli asili nido, descritti come un servizio fondamentale per la famiglia per assicurare una adeguata assistenza all'infanzia, per ottenere un più armonico sviluppo psicofisico dei ragazzi, e di conseguenza per garantire alle donne lavoratrici il diritto alla famiglia.
Negli anni settanta venne nominata presidente della Cassa di Risparmio di Torino e del Credito Federagrario Piemonte.
Il 4 febbraio 1989, durante il congresso regionale della Democrazia Cristiana, cadde dalle scale fratturandosi l'osso parietale sinistro; a nulla valse il successivo ricovero all'ospedale di Cirié e la Savio, nel frattempo trasportata al CTO, morì due giorni dopo per ematoma subdurale acuto traumatico.